# Rakowo (przystanek kolejowy w województwie lubuskim)
Rakowo – zlikwidowany przystanek kolejowy, wcześniej stacja w Rakowie na linii kolejowej nr 367 Zbąszynek – Gorzów Wielkopolski, w województwie lubuskim.